# Derarimus loebli
Derarimus loebli là một loài bọ cánh cứng trong họ Anthicidae. Loài này được Uhmann miêu tả khoa học năm 1994.